# Włodzimierz Maśliński
Włodzimierz Maśliński – polski immunolog  profesor doktor habilitowany pracownik naukowy Narodowego Instytutu Geriatrii, Reumatologii i Rehabilitacji im. prof. dr hab. med. Eleonory Reicher pełniący obowiazki zastępcy dyrektora.